# P-90

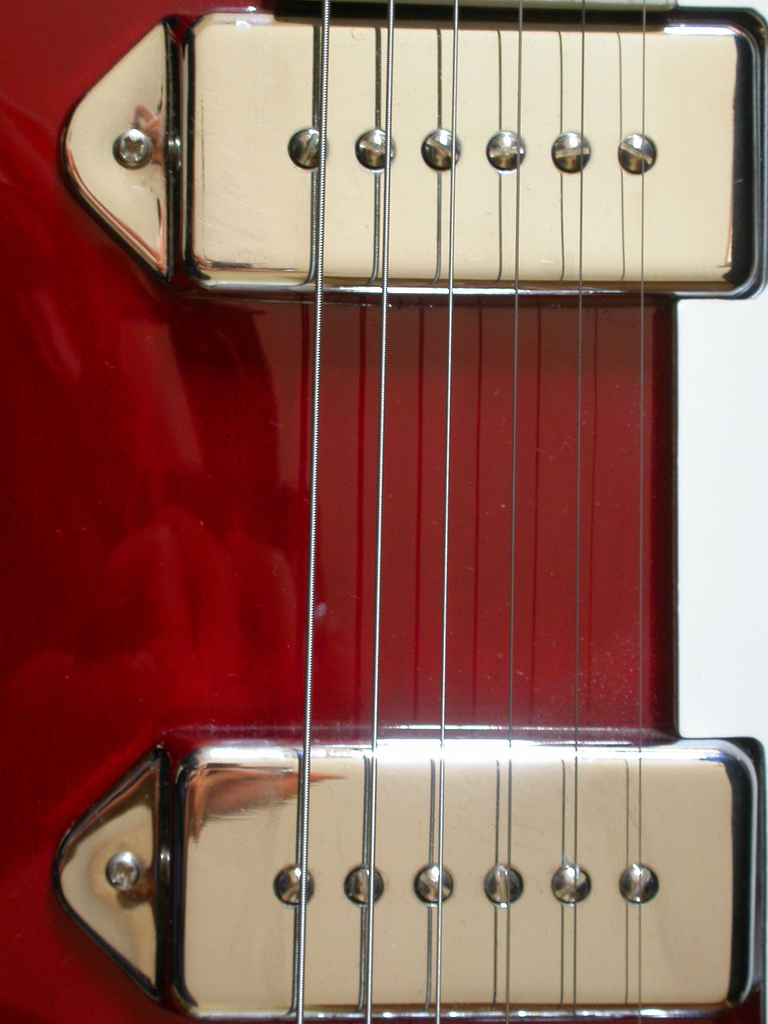
Twee P-90 elementen in dog ear-stijl

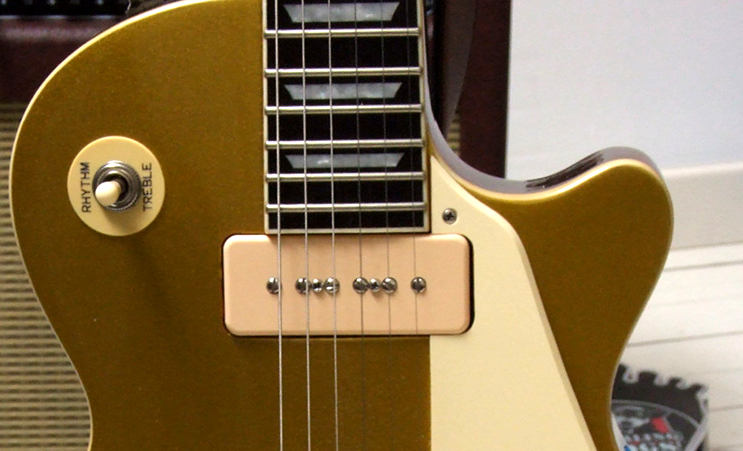
Een P-90 element in soapbar-stijl

P-90 is de naam van een single-coil gitaarelement dat Gibson vanaf 1946 produceerde. Vanaf 1957 schakelde Gibson voor zijn elektrische gitaren over naar dubbelspoels-elementen, bekend als humbucker of PAF. Sinds de eeuwwisseling won de P-90 omwille van zijn bijzondere karakteristieken terug aan populariteit. Een elektrische gitaar met een P-90 element geeft een droger geluid dan een gitaar met een humbucker en biedt een combinatie van hoge output en vaak een bijtende treble respons. Een P-90 element geeft met distortion een wat gruiziger of ruiger geluid dan een Fender single-coil element. Zonder oversturing, op het cleane kanaal van een versterker, klinkt het zuiverder en dunner dan een humbucker. Dit element is zoals alle single-coils gevoelig voor brom die door het magnetisch veld van het stroomnet wordt veroorzaakt. Die bromgevoeligheid is groter dan bij fenderstijl enkelspoelselementen. Om die reden worden gitaren met p90’s vaak afgeraden voor beginnende gitaristen die het werken met die brom nog niet beheersen.
Er zijn in twee type behuizingen voor P90’s. De dog ears (hondenoren) en de soapbar (stuk zeep). Bij de dog ear zitten aan weerszijden platte driehoeken die met enige fantasie op de oren van honden lijken. Daarin zitten de gaten waardoor de bevestigingsschroeven gaan. De soapbar is rechthoekig en was origineel crèmekleurig waardoor deze op een stukje zeep lijken. De bevestigingsgaten zitten tussen de magneetpooltjes in.
Anders dan bij andere enkelspoelselementen zijn de pooltjes van zichzelf niet magnetisch. Het magnetisch veld wordt door twee platte magneten aan de onderkant van de spoel veroorzaakt en de ijzeren pooltjes worden daardoor gemagnetiseerd.
Andere beroemde single coil-elementen zijn de elementen die op een Fender Stratocaster zitten of op een Fender Telecaster. Die zitten technisch anders in elkaar en klinken daardoor dus ook anders.
Net als bij andere typen elementen zijn er meerdere type p90’s met verschillende klankeigenschappen verkrijgbaar. Sommige zijn ontworpen voor jazz en klinken dik en rond bijna humbucker achtig terwijl andere p90’s zijn ontworpen om bijtender te klinken. Toch zit er over het algemeen een overeenkomst in de klank en hebben ze meestal het typerende rauwe ongepolijste karakter waar p90’s bekend om staan.
P90’s waren veel te horen bij the Beatles. Lennon, McCartney en Harrison bezaten alle drie een Epiphone Casino, een gitaartype met twee P90-elementen. Met name John Lennon gebruikte de zijne vanaf 1965 veel. Ook de gitaar die McCartney voor de bijtende gitaarsolo van Taxman gebruikte was een Epiphone Casino. Ook de Gibson Les Paul Special’s van Bob Marley en John Lennon (tijdens zijn solo carrière) waren met P-90’s uitgerust.